# Station Aat
Station Aat is een spoorwegstation langs spoorlijn 90 (Jurbeke - Aat - Denderleeuw) en spoorlijn 94 (Halle - Doornik) in de stad Aat (Frans: Ath). Van hier vertrok de in 1960 stilgelegde spoorlijn 81 (Aat - Blaton).

## Treindienst
| Serie       | Treinsoort            | Route                                                                            | Bijzonderheden                                                                                     |
| ----------- | --------------------- | -------------------------------------------------------------------------------- | -------------------------------------------------------------------------------------------------- |
| IC 06       | Intercity (NMBS)      | Brussels Airport-Zaventem – Brussel-Zuid – Aat – Doornik                         | |
| IC 18       | Intercity (NMBS)      | [ Doornik – Aat – ] Brussel-Zuid – Namen – Luik-Guillemins – Luik-Sint-Lambertus | Rijdt alleen op werkdagen. Rijdt in de spits verder naar Doornik.                                  |
| IC 26       | Intercity (NMBS)      | Kortrijk – Doornik – Aat – Brussel-Zuid – Sint-Niklaas                           | Rijdt alleen op werkdagen, laatste rit stopt bijkomend in elk station tussen Jette en Dendermonde. |
| L 4850      | L-trein (NMBS)        | Geraardsbergen – Aat – Bergen – [ Doornik – Moeskroen ] / [ Quévy ]              | Rijdt op werkdagen Geraardsbergen-Moeskroen. Rijdt in weekends Geraardsbergen-Quèvy                |
| P 7510/8510 | Piekuurtrein (NMBS)   | Moeskroen – Doornik – Aat – Brussel-Zuid – Schaarbeek                            | Rijdt alleen op werkdagen. Twee treinen verder als IC-18 naar Luik-Paleis.                         |
| P 7580/8580 | Piekuurtrein (NMBS)   | Aat – Bergen – Doornik                                                           | Rijdt alleen op werkdagen. Een trein verder naar Doornik.                                          |
| P 7590/8590 | Piekuurtrein (NMBS)   | Geraardsbergen – Aat                                                             | Rijdt alleen op werkdagen.                                                                         |
| ICT 6935    | Toeristentrein (NMBS) | Bergen – Aat                                                                     | Rijdt van april tot november.                                                                      |

## Fotogalerij

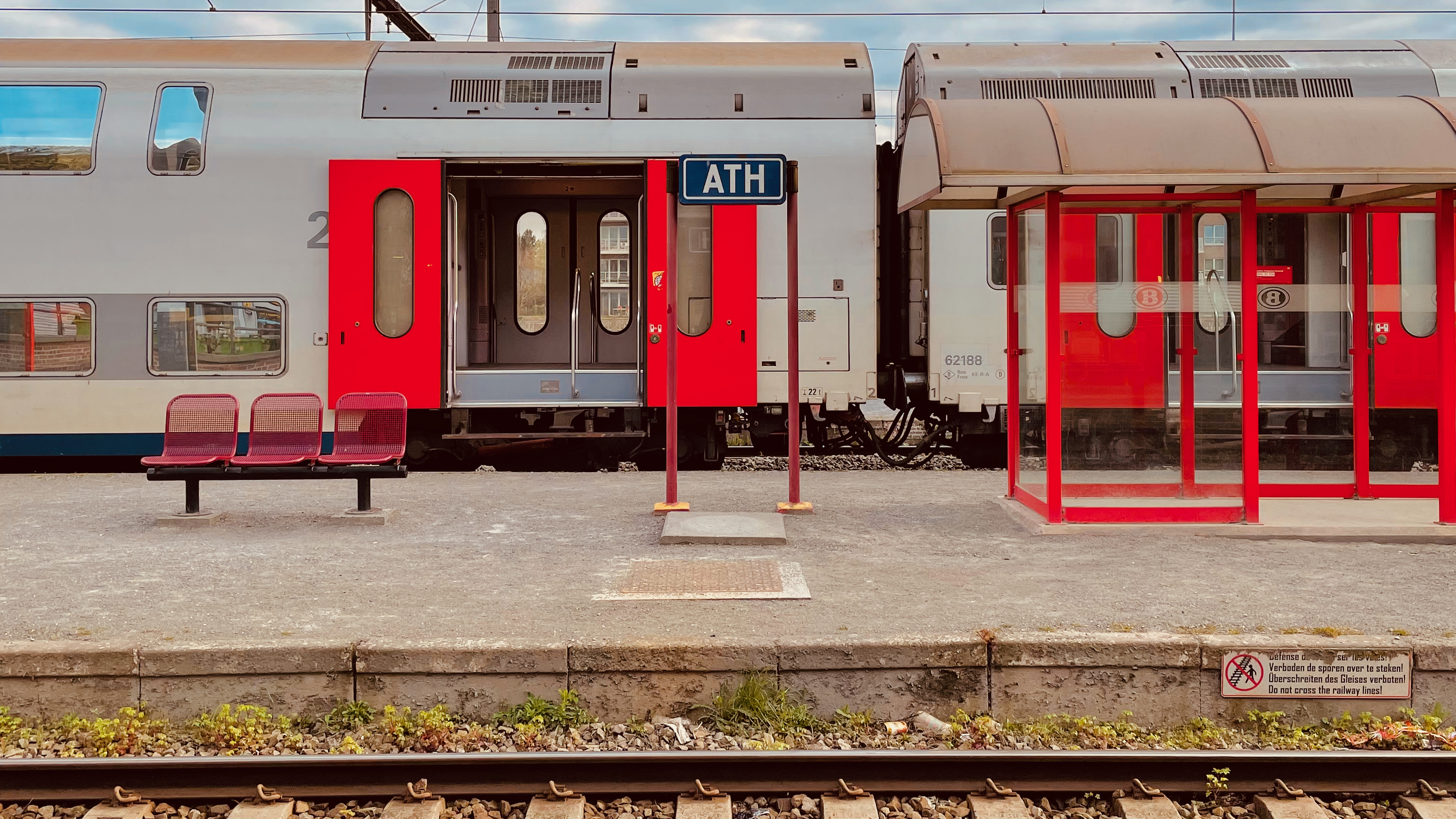
Naambord op een perron
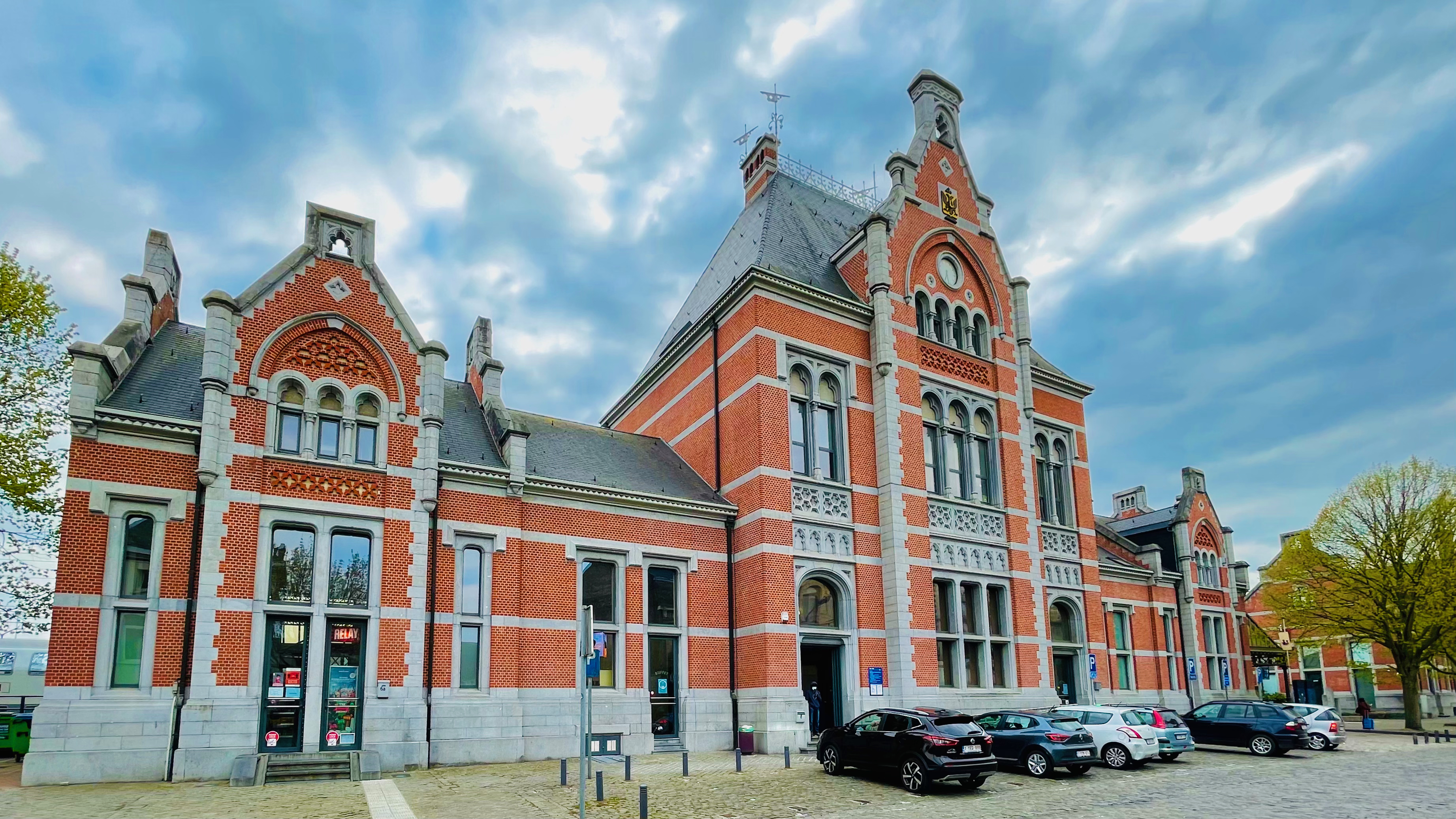
Stationsgebouw

## Reizigerstellingen
De grafiek en tabel geven het gemiddeld aantal instappende reizigers weer op een week-, zater- en zondag.
| Tabel: aantal instappende reizigers station Aat | Tabel: aantal instappende reizigers station Aat | Tabel: aantal instappende reizigers station Aat | Tabel: aantal instappende reizigers station Aat |
|                                                 | Weekdag                                         | Zaterdag                                        | Zondag                                          |
| ----------------------------------------------- | ----------------------------------------------- | ----------------------------------------------- | ----------------------------------------------- |
| 1977                                            | 6 058                                           | 1 056                                           | 874                                             |
| 1978                                            | 5 891                                           | 1 099                                           | 794                                             |
| 1979                                            | 6 028                                           | 1 136                                           | 818                                             |
| 1980                                            | 5 787                                           | 936                                             | 799                                             |
| 1981                                            | 5 723                                           | 1 025                                           | 751                                             |
| 1982                                            | 5 031                                           | 825                                             | 750                                             |
| 1983                                            | 6 289                                           | 740                                             | 727                                             |
| 1984                                            | 5 602                                           | 786                                             | 820                                             |
| 1985                                            | 5 629                                           | 1 000                                           | 894                                             |
| 1986                                            | 5 992                                           | 768                                             | 698                                             |
| 1987                                            | 4 844                                           | 836                                             | 779                                             |
| 1988                                            | 5 725                                           | 791                                             | 863                                             |
| 1989                                            | 5 631                                           | 863                                             | 776                                             |
| 1990                                            | 5 019                                           | 883                                             | 883                                             |
| 1991                                            | 5 486                                           | 839                                             | 780                                             |
| 1992                                            | 5 045                                           | 818                                             | 803                                             |
| 1993                                            | 5 021                                           | 688                                             | 685                                             |
| 1994                                            | 5 264                                           | 999                                             | 954                                             |
| 1995                                            | 4 864                                           | 735                                             | 773                                             |
| 1996                                            | 5 240                                           | 650                                             | 493                                             |
| 1997                                            | 5 338                                           | 938                                             | 865                                             |
| 1998                                            | 4 842                                           | 1 039                                           | 1 078                                           |
| 1999                                            | 4 729                                           | 845                                             | 650                                             |
| 2000                                            | 4 623                                           | 958                                             | 883                                             |
| 2001                                            | 4 680                                           | 820                                             | 798                                             |
| 2002                                            | 4 409                                           | 904                                             | 872                                             |
| 2003                                            | 4 972                                           | 960                                             | 958                                             |
| 2004                                            | 4 536                                           | 946                                             | 868                                             |
| 2005                                            | 4 873                                           | 1 160                                           | 1 057                                           |
| 2006                                            | 5 236                                           | 1 004                                           | 1 078                                           |
| 2007                                            | 5 018                                           | 1 092                                           | 1 120                                           |
| 2008                                            | -                                               | -                                               | -                                               |
| 2009                                            | 4 693                                           | 952                                             | 976                                             |
| 2010                                            | -                                               | -                                               | -                                               |
| 2011                                            | -                                               | -                                               | -                                               |
| 2012                                            | 5 221                                           | 1 068                                           | 1 100                                           |
| 2013                                            | 5 483                                           | 1 001                                           | 806                                             |
| 2014                                            | 5 745                                           | 1 245                                           | 1 060                                           |
| 2015                                            | 5 339                                           | 928                                             | 937                                             |
| 2016                                            | 5 426                                           | 1 330                                           | 1 326                                           |
| 2017                                            | 5 614                                           | 1 489                                           | 1 705                                           |
| 2018                                            | 5 334                                           | 3 120                                           | 2 593                                           |
| 2019                                            | 5 256                                           | 1 592                                           | 1 712                                           |
| 2020                                            | 3 665                                           | 1 699                                           | 1 860                                           |
| 2021                                            | -                                               | -                                               | -                                               |
| 2022                                            | 5 063                                           | 1 831                                           | 1 529                                           |
| 2023                                            | 4 287                                           | 2 385                                           | 2 455                                           |
| 2024                                            | 4 985                                           | 1 866                                           | 1 967                                           |

0,0: Blaton ·
2,3: Grandglise ·
3,6: Stambruges ·
6,1: Ecacheries ·
7,9: Beloeil ·
10,5: Huissignies ·
11,8: Ladeuze ·
14,2: Ormeignies ·
17,5: Irchonwelz ·
19,4: Aat
0,0: Denderleeuw ·
1,9: Iddergem ·
4,4: Okegem ·
7,5: Ninove ·
10,2: Eichem ·
12,1: Appelterre ·
13,4: Zandbergen ·
16,1: Idegem ·
17,8: Schendelbeke ·
21,7: Geraardsbergen ·
23,2: Overboelare ·
26,3: Acren · 
28,7: Lessen ·
29,8: Houraing ·
31,8: Papignies ·
33,5: La Cavée ·
35,4: Rebaix ·
39,9: Aat ·
42,1: Maffle ·
45,0: Mévergnies-Attre ·
46,5: Brugelette ·
48,3: Cambron-Casteau ·
52,1: Lens ·
55,6: Jurbeke ·
58,0: Erbisœul ·
66,7: Baudour ·
71,8: Saint-Ghislain
0,0: Halle ·
5,1: Beert-Bellingen ·
7,2: Sint-Renelde ·
10,0: Bierk ·
15,4: Edingen ·
18,2: Mark ·
24,2: Zullik ·
26,0: Opzullik ·
27,4: Hellebecq ·
30,7: Meslin-l'Evêque ·
32,8: Isières ·
34,4: Lanquesaint ·
38,4: Aat ·
41,7: Villers-Notre-Dame ·
43,7: Ligne ·
47,5: Chapelle-à-Wattines ·
50,4: Leuze ·
53,5: Pipaix ·
56,0: Barry-Maulde ·
61,6: Havinnes ·
63,9: Havinnes-Village ·
68,5: Doornik ·
71,1: Froyennes ·
75,5: Blandain